# 園基音
園 基音（その もとなり）は、江戸時代前期の公卿。園家13代当主。園基任の子。官位は正二位権大納言（薨去後左大臣追贈）。霊元天皇の外祖父に当たる。また、霊元天皇の異母兄後光明天皇は甥にあたる(妹の子)　書道持明院流の名手でもあった。

## 略歴
慶長13年（1608年）に叙爵。慶長17年（1612年）に元服。同年侍従に就任。その後、左近衛少将・蔵人頭を経て、寛永8年（1631年）には参議となり、公卿に列する。その後も踏歌節会外弁・権中納言を経て、慶安元年（1648年）に権大納言となる。慶安3年（1651年）まで同職を務めた。
堂上家であるが、京都近郊の丹波国山家藩の谷氏（大名家）から正室を迎えた。
妹・光子に続き、基音の娘・国子も後水尾天皇の後宮に入っており、四皇子二皇女を儲けている。うち皇子1人が霊元天皇として即位する事になる。そのため即位後に孫の霊元天皇より左大臣が追贈されている。元々園家は権中納言が極官だったが、基任・基音と二代にわたって天皇の外祖父を輩出した事により、園家の宮中での席次も上がり、基音の子・基福は異例の准大臣に叙せられた。またそれ以降の当主もほとんどが権大納言まで昇り、園家は事実上権大納言を極官とする家へ昇格する事になる。

## 系譜
- 父：園基任 - 参議、左大臣追贈。
- 母：不詳
- 正室：谷衛友（丹波国山家藩初代藩主）の娘
  - 男子：園基福 - 准大臣。
  - 女子：園国子 - 新広義門院、後水尾天皇典侍。霊元天皇生母。
- 生母不詳の子女
  - 男子：東園基賢 - 権大納言。
  - 男子：葉川基起 - 左近衛権中将。
  - 女子：京極方 - 前田利常の側室、後に冷泉為清の室
  - 女子：柳原資行の室 - 柳原資廉の母。
  - 女子：阿部正春室